# Модель діода
В електроніці, моделі діода є математичними моделями, що використовуються для апроксимації дійсної поведінки реальних діодів при аналізі ланцюгів. Вольт-амперна характеристика діода нелінійна (вона добре описується законом Шоклі). Ця нелінійність ускладнює обчислення в ланцюгах з діодами, тому часто необхідні прості моделі.
У цій статті розглядається моделювання діодів з p-n переходом, але методи можуть бути узагальнені на інші твердотільні діоди.

## Моделювання великих сигналів

### Діодна модель Шоклі
Рівняння Шоклі пов'язує струм діода з p-n переходом з напругою на діоді. Цей зв'язок називають Вольт-амперною характеристикою:
{\displaystyle I=I_{S}\left(e^{\frac {V_{D}}{nV_{\text{T}}}}-1\right)},
де {\displaystyle I_{S}} це струм насичення або масштабний струм діода (величина струму, що тече через негативний напрузі на діоді VD величиною понад декілька VT), зазвичай 10-12 A). Масштабний струм пропорційний площі поперечного перерізу діода. Величина VT це теплова напруга (близько 26 мВ при нормальній температурі), а n відоме як фактор ідеальності діода (для кремнієвих діодів приблизно від 1 до 2).
Якщо {\displaystyle V_{D}\gg nV_{\text{T}}}, то формула може бути спрощеною до:
{\displaystyle I\approx I_{S}\cdot e^{\frac {V_{D}}{nV_{\text{T}}}}}.
Однак цей вираз є лише апроксимацією складніших Вольт-амперних характеристик. Його застосовність особливо обмежена у випадку надтонких переходів, для яких існують кращі аналітичні моделі.

#### Приклад схеми з діодом і резистором
Для ілюстрації труднощів у застосуванні цього закону, розглянемо проблему знаходження напруги на рис. 1.
Позаяк струм, що протікає через діод, такий самий, як і струм у ланцюгу, можна скласти ще одне рівняння. За законими Кірхгофа, струм, що протікає в ланцюзі
{\displaystyle I={\frac {V_{S}-V_{D}}{R}}}.
Ці два рівняння визначають струм діода і напругу на діоді. Для розв'язання системи рівнянь, можна підставити струм I з другого рівняння в перше рівняння, а потім спробувати перегрупувати отримане рівняння, щоб виразити VD через VS. Складність цього методу полягає в нелінійності діодного закону. Проте, формула, що виражає {\displaystyle I} безпосередньо у плані {\displaystyle V_{S}} без залучення {\displaystyle V_{D}} може бути отримана з використанням Ламбертової {\displaystyle W}-функції, яка є оберненою функцією від {\displaystyle f(w)=we^{w}}, тобто {\displaystyle w=W(f)}. Це рішення обговорюється далі.

### Явне рішення
Явний вираз для струму діода може бути отриманий в термінах Ламбертової W-функції (також звана Омега функція). Нову змінну {\displaystyle w} вводять як
{\displaystyle w={\frac {I_{S}R}{nV_{\text{T}}}}\left({\frac {I}{I_{S}}}+1\right)}.
Після заміни {\displaystyle I/I_{S}=e^{V_{D}/nV_{\text{T}}}-1}:
{\displaystyle we^{w}={\frac {I_{S}R}{nV_{\text{T}}}}e^{\frac {V_{D}}{nV_{\text{T}}}}e^{{\frac {I_{S}R}{nV_{\text{T}}}}\left({\frac {I}{I_{S}}}+1\right)}}
і {\displaystyle V_{D}=V_{S}-IR}:
{\displaystyle we^{w}={\frac {I_{S}R}{nV_{\text{T}}}}e^{\frac {V_{S}}{nV_{\text{T}}}}e^{\frac {-IR}{nV_{\text{T}}}}e^{\frac {IRI_{S}}{nV_{\text{T}}I_{S}}}e^{\frac {I_{S}R}{nV_{\text{T}}}}}
Після перестановки отримаємо:
{\displaystyle we^{w}={\frac {I_{S}R}{nV_{\text{T}}}}e^{\frac {V_{s}+I_{s}R}{nV_{\text{T}}}}},
який з допомогою Ламбертової {\displaystyle W}-функції стає
{\displaystyle w=W\left({\frac {I_{S}R}{nV_{\text{T}}}}e^{\frac {V_{s}+I_{s}R}{nV_{\text{T}}}}\right)}.
З апроксимаціями (дійсний для найбільш поширених значень параметрів) {\displaystyle I_{s}R\ll V_{S}} і {\displaystyle I/I_{S}\gg 1} цей розв'язок стає
{\displaystyle I\approx {\frac {nV_{\text{T}}}{R}}W\left({\frac {I_{S}R}{nV_{\text{T}}}}e^{\frac {V_{s}}{nV_{\text{T}}}}\right)}.
Для великих x, {\displaystyle W(x)} можна апроксимувати {\displaystyle W(x)=\ln x-\ln \ln x+o(1)}. Для типових фізичних параметрів і опорів, {\displaystyle {\frac {I_{S}R}{nV_{\text{T}}}}e^{\frac {V_{s}}{nV_{\text{T}}}}} = 1040.

#### Ітераційне рішення
Напругу діода {\displaystyle V_{D}} можна знайти з {\displaystyle V_{S}} для будь-якого конкретного набору значень використовуючи ітераційний метод з допомогою калькулятора або комп'ютера. Діодний закон змінюється шляхом ділення на {\displaystyle I_{S}} і додавання 1. Діодний закон буде
{\displaystyle e^{\frac {V_{D}}{nV_{\text{T}}}}={\frac {I}{I_{S}}}+1}.
Взявши натуральні логарифми від обох сторін, експоненціальний видаляється, і рівняння стає
{\displaystyle {\frac {V_{D}}{nV_{\text{T}}}}=\ln \left({\frac {I}{I_{S}}}+1\right)}.
Для будь-якого {\displaystyle I} це рівняння визначає {\displaystyle V_{D}}. Однак {\displaystyle I} також повинні відповідати закону рівняння Кірхгофа, наведений вище. Замінивши {\displaystyle I} отримаємо
{\displaystyle {\frac {V_{D}}{nV_{\text{T}}}}=\ln \left({\frac {V_{S}-V_{D}}{RI_{S}}}+1\right)},
або
{\displaystyle V_{D}=nV_{\text{T}}\ln \left({\frac {V_{S}-V_{D}}{RI_{S}}}+1\right)}.
Напруга джерела {\displaystyle V_{S}} відома, як задане значення, але {\displaystyle V_{D}} є на обох сторонах рівняння, що викликає ітераційне рішення: початкового значення {\displaystyle V_{D}} вгадується і задається в правій частині рівняння. Виконання різних операцій в правій частині, ми отримаємо нове значення {\displaystyle V_{D}}. Це нове значення підставляється в правій стороні і так далі. Якщо ця ітерація збігається, то значення {\displaystyle V_{D}} стають ближче і ближче один до одного, як процес триває поки не буде досягнуто відповідної точністі. Знайшовши {\displaystyle V_{D}}, {\displaystyle I} може бути знайдено з закону рівняння Кірхгофа.
Іноді ітераційна процедура значною мірою залежить від початкового наближення. У цьому прикладі, початкове значення {\displaystyle V_{D}=600\,{\text{mV}}}. Іноді ітераційний процес сходиться на всіх: у цій задачі ітерації на основі експоненціальної функції не сходиться, і тому рівняння були перебудовані, щоб використовувати логарифм. Пошук сходиться ітераційний формулювання-це мистецтво, і у кожної проблеми є різні.

#### Графічний розв'язок

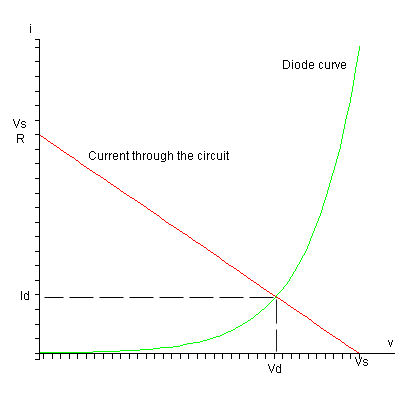
Графічне визначення робочої точки через перетин діодної характеристики з резистивно лінією навантаження.

Графічний аналіз являє собою простий спосіб для отримання чисельного розв'язку трансцендентних рівнянь, що описують діод. Як і в більшості графічних методів, воно має перевагу легкої візуалізації. Побудовувавши I-V криві, можна одержати наближений розв'язок для будь-якої точності.Цей процес є графічним еквівалентом двох попередніх підходів, які є більш схильними до комп'ютерної реалізації.
Цей метод будує два вольт-амперних рівняння на графіку і точки перетину двох кривих задовольняють обидва рівняння дає значення струму, що протікає по ланцюгу і напругу на діоді. На малюнку показаний такий спосіб.

### Кусково-лінійна модель

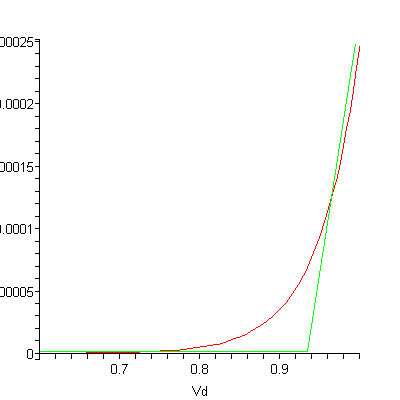
Кусково-лінійна апроксимація характеристики діода.

На практиці, графічний метод складний і непрактичний для складних схем. Інший метод моделювання діода називається кусково-лінійним (каркаса) моделювання. В математиці, це означає, що береться функція і розбивається на кілька лінійних сегментів. Цей метод використовується для апроксимації діодної характеристики як послідовністі лінійних сегментів. Реальний діод моделюється як трьох компонентний: ідеальний діод, джерело напруги і резистор.
На малюнку показана I-V крива реального діода, яка апроксимується двома відрізками кусково-лінійної моделі. Зазвичай похилий відрізок є дотичною до кривої діода в точці Q. Тоді нахил цієї лінії визначається, як зворотній до малого сигналу опіру діода в точці Q.

#### Математично ідеалізований діод

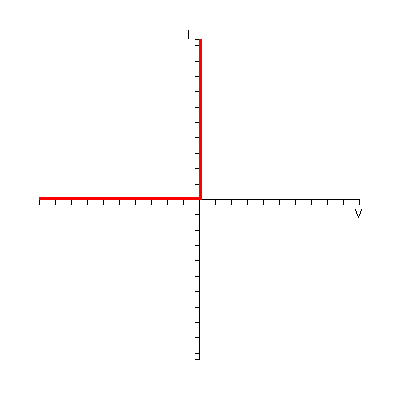
I-V характеристика ідеального діода.

По-перше, давайте розглянемо математично ідеалізований діод. Як і в ідеальному діод, якщо діод є зворотньо зміщеним, струм, що протікає через нього дорівнює нулю. Це ідеальний діод починає проводити для 0 V для будь-якої додатньої напруги нескінчено протікає струм, і діод веде себе як коротке замикання. I-V характеристики ідеального діода показано нижче:

#### Ідеальний діод послідовно з джерелом напруги
Тепер давайте розглянемо випадок, коли ми додаємо джерела напруги послідовно з діодом у формі, наведеній нижче:

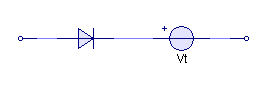
Ідеальний діод з серії джерело напруги.

Ідеальний діод-це просто коротке замикання, а коли зворотне зміщення, обрив ланцюга.

Якщо анод діода, підключений до 0 V, напруга на катоді є Vt і тому потенціал на катоді буде більше, ніж потенціал на аноді, і діод буде зворотним упередженим. Для того, щоб отримати діод, необхідно провести напругу на аноді до Vt. Ця схема приблизно дорівнює напрузі вхідного в реальних діодах. Комбінована I-V характеристика цієї схеми показана нижче:

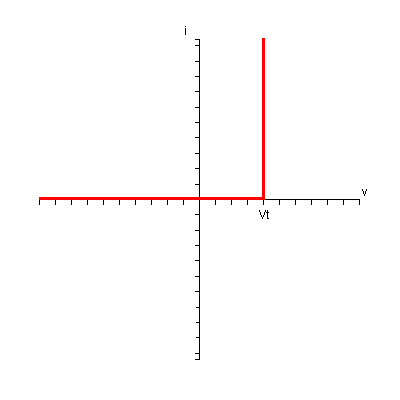
Вольт-амперна характеристика ідеального діода з серії джерело напруги.

Модель діода Шоклі можуть бути використані для прогнозування приблизне значення {\displaystyle V_{t}}.
{\displaystyle {\begin{aligned}&I=I_{S}\left(e^{\frac {V_{D}}{n\cdot V_{\text{T}}}}-1\right)\\\Leftrightarrow {}&\ln \left(1+{\frac {I}{I_{S}}}\right)={\frac {V_{D}}{n\cdot V_{\text{T}}}}\\\Leftrightarrow {}&V_{D}=n\cdot V_{\text{T}}\ln \left(1+{\frac {I}{I_{S}}}\right)\approx n\cdot V_{\text{T}}\ln \left({\frac {I}{I_{S}}}\right)\\\Leftrightarrow {}&V_{D}\approx n\cdot V_{\text{T}}\cdot \ln {10}\cdot \log _{10}{\left({\frac {I}{I_{S}}}\right)}\end{aligned}}}
Використовуючи {\displaystyle n=1} і {\displaystyle T=25\,{\text{°C}}}:
{\displaystyle V_{D}\approx 0.05916\cdot \log _{10}{\left({\frac {I}{I_{S}}}\right)}}
Типові значення струму насичення при кімнатній температурі:
- {\displaystyle I_{S}=10^{-12}} для кремнієвих діодів;
- {\displaystyle I_{S}=10^{-6}} для германієвих діодів.

Поки варіант {\displaystyle V_{D}} йде з логарифмом співвідношення {\displaystyle {\frac {I}{I_{S}}}}, його значення варіюється дуже мало для великої зміни співвідношення. Використання основа 10 логарифмів спрощує 
думаю в порядки.
На постійний струм 1.0 mA отримуємо:
- {\displaystyle V_{D}\approx 0.53\,{\text{V}}} для кремнієвих діодів (9 порядків);
- {\displaystyle V_{D}\approx 0.18\,{\text{V}}} для германієвих діодів (3 порядку).

Для струму 100 mA отримуємо:
- {\displaystyle V_{D}\approx 0.65\,{\text{V}}} для кремнієвих діодів (11 порядків);
- {\displaystyle V_{D}\approx 0.30\,{\text{V}}} для германієвих діодів (на 5 порядків).

Значення або 0,6 0,7 вольт зазвичай використовуються для кремнієвих діодів.

## Малосигнальні моделі

### Опір
Використовуючи рівняння Шоклі, малосигнальний діодий опір {\displaystyle r_{D}} діода може бути отриманий в якийсь робочій точці (Q-точка), де струму підмагнічування є {\displaystyle I_{Q}} і Q-точка прикладеної напруги {\displaystyle V_{Q}}. Для початку, діод малосигнальний провідності {\displaystyle g_{D}} знайдено, як зміна струму в діоді, викликана невеликою зміною напруги, поділено на цю зміна напруги, а саме:
{\displaystyle g_{D}=\left.{\frac {dI}{dV}}\right|_{Q}={\frac {I_{s}}{n\cdot V_{\text{T}}}}e^{\frac {V_{Q}}{n\cdot V_{\text{T}}}}\approx {\frac {I_{Q}}{n\cdot V_{\text{T}}}}}.
Остання апроксимація припускає, що струм зміщення {\displaystyle I_{Q}} досить великий, так що фактор 1 в дужках рівняння Шоклі діода можна знехтувати. Ця апроксимація є точною, навіть при відносно малих напругах, тому що теплова напруга {\displaystyle V_{\text{T}}\approx 25\,{\text{mV}}} при 300 K, так {\displaystyle V_{Q}/V_{\text{T}}} має тенденцію бути великим, це означає, що експоненціальна дуже великі.
Зазначивши, що малий-сигналу опір {\displaystyle r_{D}} це взаємне малосигнальної провідності знайшов, опір діода не залежить від струму, але залежить від струму, і дана, як
{\displaystyle r_{D}={\frac {n\cdot V_{\text{T}}}{I_{Q}}}}.

### Ємності
Відомо, що заряд у діоді струм {\displaystyle I_{Q}}
{\displaystyle Q=I_{Q}\tau _{F}+Q_{J}},
де {\displaystyle \tau _{F}} вперед часу транзиту носіїв заряду. Перший доданок в заряд є заряд транзитом через діод, коли струм {\displaystyle I_{Q}} потоків. Другий термін-це заряд, що зберігається у стику самому собі, коли він розглядається як простий конденсатор; тобто, у вигляді пари електродів з протилежними зарядами на них. Цей заряд, накопичений на діодні в силу простої наявності напруги на ньому, незважаючи ні на що він проводить струм.
Таким же чином, як і раніше, ємність діода є відношення заряду діода до напруги діода:
{\displaystyle C_{D}={\frac {dQ}{dV_{Q}}}={\frac {dI_{Q}}{dV_{Q}}}\tau _{F}+{\frac {dQ_{J}}{dV_{Q}}}\approx {\frac {I_{Q}}{V_{\text{T}}}}\tau _{F}+C_{J}},
де {\displaystyle C_{J}={\frac {dQ_{J}}{dV_{Q}}}}  це місткості переходу і перший термін називається дифузійної ємності, т. к. це пов'язано з поточною дифузією через перехід.